# Volzhsky Kites
I Volzhsky Kites ((RU)  Коршуны) sono una squadra di football americano di Volžskij, in Russia, fondata nel 2007.

## Dettaglio stagioni

### Tornei nazionali

#### Campionato

##### Campionato russo/LAF
| Stagione | regular season | regular season | regular season | regular season | regular season | regular season | playoff | playoff | playoff | playoff | playoff | playoff   | playoff    |
|          | Vin            | Par            | Per            | Tot            | PF             | PS             | Vin     | Per     | Tot     | PF      | PS      | risultato | avversaria |
| -------- | -------------- | -------------- | -------------- | -------------- | -------------- | -------------- | ------- | ------- | ------- | ------- | ------- | --------- | ---------- |
| 2014     | 1              | 0              | 3              | 4              | 64             | 137            | -       | -       | -       | -       | -       | -         | -          |
| 2016     | 0              | 0              | 4              | 4              | 48             | 128            | -       | -       | -       | -       | -       | -         | -          |
| Totale   | 1              | 0              | 7              | 8              | 112            | 265            | -       | -       | -       | -       | -       |           |            |

Fonti: Enciclopedia del Football - A cura di Roberto Mezzetti

##### EESL Vtoraja Liga
| Stagione | regular season | regular season | regular season | regular season | regular season | regular season | playoff | playoff | playoff | playoff | playoff | playoff   | playoff    |
|          | Vin            | Par            | Per            | Tot            | PF             | PS             | Vin     | Per     | Tot     | PF      | PS      | risultato | avversaria |
| -------- | -------------- | -------------- | -------------- | -------------- | -------------- | -------------- | ------- | ------- | ------- | ------- | ------- | --------- | ---------- |
| 2022     | 0              | 0              | 4              | 4              | 14             | 244            | -       | -       | -       | -       | -       | -         | -          |
| Totale   | 0              | 0              | 4              | 4              | 14             | 244            | -       | -       | -       | -       | -       |           |            |

Fonti: Enciclopedia del Football - A cura di Roberto Mezzetti

### Tornei locali

#### Black Bowl
| Stagione | regular season | regular season | regular season | regular season | regular season | regular season | playoff | playoff | playoff | playoff | playoff | playoff   | playoff               |
|          | Vin            | Par            | Per            | Tot            | PF             | PS             | Vin     | Per     | Tot     | PF      | PS      | risultato | avversaria            |
| -------- | -------------- | -------------- | -------------- | -------------- | -------------- | -------------- | ------- | ------- | ------- | ------- | ------- | --------- | --------------------- |
| 2017     | 4              | 0              | 0              | 4              | 112            | 22             | 0       | 1       | 1       | 0       | 14      | Finale    | Voronezh Mighty Ducks |
| Totale   | 4              | 0              | 0              | 4              | 112            | 22             | 0       | 1       | 1       | 0       | 14      |           |                       |

Fonti: Enciclopedia del Football - A cura di Roberto Mezzetti

### Riepilogo fasi finali disputate
| Anno           | Luogo  | Evento     | Fase del torneo | Incontro                               | Risultato |
| 7 ottobre 2017 | Ramon' | Black Bowl | Finale          | Volzhsky Kites - Voronezh Mighty Ducks | 0 - 14    |